# Hydrotaea ponti
Hydrotaea ponti är en tvåvingeart som beskrevs av John Richard Vockeroth 1995. Hydrotaea ponti ingår i släktet Hydrotaea och familjen husflugor. Inga underarter finns listade i Catalogue of Life.